# Відкрита нагородна система
Відкрита нагородна система — це система громадських нагород, яка кожному громадянину Держави надає право і можливість самостійно визначити та нагородити людину, яка, на його думку, здійснила героїчний вчинок, видатне досягнення або добру справу.
Термін «Відкрита нагородна система» виник після Революції Гідності, як альтернатива забюрократизованій системі Державних нагород України.
Станом на серпень 2017 року до відкритої нагородної системи України входять Знаки народної пошани ВГО «Країна» та ВГО «Звитяга».

## Характерні риси
- обов'язкова нумерація нагород
- відкриті загальнодоступні реєстри нагороджених та ініціаторів нагородження (за номером нагороди)
- моральна відповідальність за правомірність нагородження покладається на ініціатора нагородження
- унікальна форма посвідчення — зі спеціальною графою «за представленням», де вказують дані ініціатора нагородження (П. І. Б. людини або назва організації), які обов'язково заносяться у зведений реєстр нагороджених (Патент № 34326 від 25.04.2017)[4]